# Petr Beneš (jaderný chemik)
Petr Beneš (13. července 1938 Praha – 7. června 2013) byl český jaderný chemik, který působil na katedře jaderné chemie FJFI ČVUT v Praze. Založil obor chemie stop, který od roku 1968 vyučoval. Byl žákem akademika Františka Běhounka a blízkým spolupracovníkem prof. Vladimíra Majera. 
V roce 1967 se stal kandidátem věd, v roce 1973 docentem, v roce 1983 doktorem věd a v roce 1985 profesorem.